# Sablons sur Huisne
Sablons sur Huisne je francouzská obec v departementu Orne v regionu Normandie. Žije zde přibližně 2 000 obyvatel. Obec vznikla v roce 2016 sloučením obcí Condé-sur-Huisne, Condeau a Coulonges-les-Sablons. Sídlo správy obce je v Condé-sur-Huisne.

## Geografie
Obec leží na jihovýchodě departementu Orne u jeho hranic s departementem Eure-et-Loir, tedy i u hranic regionu Normandie s regionem Centre-Val de Loire.

### Sousední obce
| Růžice kompasu | Saint-Germain-des-Grois | Bretoncelles                    | Saint-Victor-de-Buthon (Eure-et-Loir) | Růžice kompasu |
| Růžice kompasu | Verrières               | Sever                           | Marolles-les-Buis (Eure-et-Loir)      | Růžice kompasu |
| Růžice kompasu | Verrières               | Sablons sur Huisne              | Marolles-les-Buis (Eure-et-Loir)      | Růžice kompasu |
| Růžice kompasu | Verrières               | Jih                             | Marolles-les-Buis (Eure-et-Loir)      | Růžice kompasu |
| Růžice kompasu | Saint-Pierre-la-Bruyère | Nogent-le-Rotrou (Eure-et-Loir) | Arcisses (Eure-et-Loir)               | Růžice kompasu |